# Auxanommatidia californica
Auxanommatidia californica är en tvåvingeart som beskrevs av Borgmeier 1963. Auxanommatidia californica ingår i släktet Auxanommatidia och familjen puckelflugor. Inga underarter finns listade i Catalogue of Life.